# Bibliomani

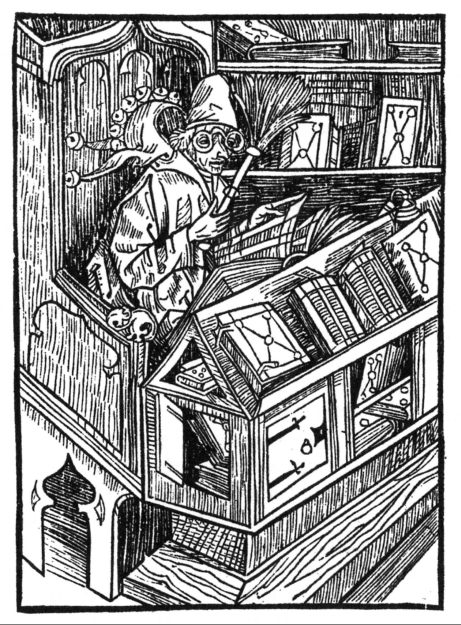
"Boknarren", Träsnitt ur Sebastian Brants Das Narrenschiff, 1494

Bibliomani (av grekiskans biblion, bok, och mania, galenskap), bokvurmeri, innebär en sjuklig drift att samla böcker. Samlandet måste inte grunda sig på böckernas litterära eller textuella värde. Bibliomanen kan lika gärna drivas av deras sällsynthet eller andra mera tillfälliga egenskaper (tryckta på pergament, siden eller skrivpapper, försedda med dyrbara band, breda marger och så vidare). Lätt bibliomani kan övergå i ett klart sjukligt begär att äga böcker. Det finns exempel på hur bibliomaner mördat för att få tag på vissa böcker. En person som lider av bibliomani kallas för biblioman.

## Bakgrund och exempel
Bibliomanin uppstod först i Nederländerna, men har sedermera utbrett sig över alla kulturländer. Böcker, som i sig inte är särskilt dyra, har ofta sålts till bibliomaner för mycket höga priser. Stockholms auktionsverk meddelar att den dyraste bok som någonsin sålts på en av deras bokauktioner är en atlas med amerikanska 1700-talskartor av bland andra Thomas Jeffreys. Denna bok såldes för 2 800 000 kronor. Bibliomani har satiriserats av Sebastian Brant.